# İnanlı, Muratlı
İnanlı là một xã thuộc huyện Muratlı, tỉnh Tekirdağ, Thổ Nhĩ Kỳ. Dân số thời điểm năm 2011 là 550 người.